# Босна и Херцеговина на Светском првенству у атлетици на отвореном
Босна и Херцеговина је до сада 13. пута самостално учествовала на Светским првенствима на отвореном. Први пут од распада Југославије, учествовала је на 4. Светском првенству 1993. у Штутгарту.
Прво Светска првенства у атлетици на отвореном одржано је у Хелсинкију 1983., прва три сваке четврте а, од 1991. сваке две године.
Атлетичари Босне и Херцеговине су на прва 3 учествовали, као део репрезентације СФРЈ на првом у Хелсинкију 1983., другом у Риму 1987. и трећем 1991. у Токију.
Када Делић је прва босанскохерцеговачка атлетичарка која је учествовалана на Светском првенству у Штутгарту 1993. такмичећи се у дисциплини брзо ходање на 10 км..
Прву медаљу, бронзану, освојио је Амел Тука у Пекингу 2015. у дисциплини 800 метара резултатом 1:42,51. Постигнуто време је 11 резултат свих времена у дисциплини трчања на 800 метара за мушкарце после завршетка сезоне 2017.
Са једном бронзаном медаљом на збирном билансу медаља Босна и Херцеговина, после последњег Светског првенства 2017. дели 93 место са још девет земаља.
| Место | СП на отвореном     |   |   |   |   |
| =93   | Босна и Херцеговина | 0 | 0 | 1 | 1 |

## Освајачи медаља на светским првенствима на отвореном
| Бр. | Мед. | Име(на)   | СП           | Дисциплина           | Ж | М |
| 1.  |      | Амел Тука | 2015. Пекинг | 800 метара, мушкарци | М |   |

## Учешће и освојене медаље Босне и Херцеговине на светским првенствима на отвореном
| Учешће и освојене медаље Босне и Херцеговине на СП | Учешће и освојене медаље Босне и Херцеговине на СП | Учешће и освојене медаље Босне и Херцеговине на СП | Учешће и освојене медаље Босне и Херцеговине на СП | Учешће и освојене медаље Босне и Херцеговине на СП | Учешће и освојене медаље Босне и Херцеговине на СП | Учешће и освојене медаље Босне и Херцеговине на СП | Учешће и освојене медаље Босне и Херцеговине на СП | Учешће и освојене медаље Босне и Херцеговине на СП | Учешће и освојене медаље Босне и Херцеговине на СП | Учешће и освојене медаље Босне и Херцеговине на СП | Учешће и освојене медаље Босне и Херцеговине на СП |
| СП                                                 | Учесника                                           | Муш.                                               | Жене                                               | дисц.                                              |                                                    |                                                    |                                                    |                                                    | Пласман поБМ                                       | Пласман поТУ                                       | Детаљи                                             |
| -------------------------------------------------- | -------------------------------------------------- | -------------------------------------------------- | -------------------------------------------------- | -------------------------------------------------- | -------------------------------------------------- | -------------------------------------------------- | -------------------------------------------------- | -------------------------------------------------- | -------------------------------------------------- | -------------------------------------------------- | -------------------------------------------------- |
| 1983 — 1991.                                       | Учествовала као део југословенске репрезентације   | Учествовала као део југословенске репрезентације   | Учествовала као део југословенске репрезентације   | Учествовала као део југословенске репрезентације   | Учествовала као део југословенске репрезентације   | Учествовала као део југословенске репрезентације   | Учествовала као део југословенске репрезентације   | Учествовала као део југословенске репрезентације   | Учествовала као део југословенске репрезентације   | Учествовала као део југословенске репрезентације   | Учествовала као део југословенске репрезентације   |
| 1993. Штутгарт                                     | 1                                                  | 0                                                  | 1                                                  | 1                                                  | 0                                                  | 0                                                  | 0                                                  | 0                                                  | -                                                  | -                                                  | [ 2 ]                                              |
| 1995. Гетеборг                                     | 3                                                  | 1                                                  | 2                                                  | 3                                                  | 0                                                  | 0                                                  | 0                                                  | 0                                                  | -                                                  | -                                                  | [ 3 ]                                              |
| 1997. Атина                                        | 2                                                  | 1                                                  | 1                                                  | 2                                                  | 0                                                  | 0                                                  | 0                                                  | 0                                                  | -                                                  | -                                                  | [ 4 ]                                              |
| 1999. Севиља                                       | 2                                                  | 1                                                  | 1                                                  | 2                                                  | 0                                                  | 0                                                  | 0                                                  | 0                                                  | -                                                  | -                                                  | [ 5 ]                                              |
| 2001. Едмонтон                                     | 2                                                  | 2                                                  | 0                                                  | 2                                                  | 0                                                  | 0                                                  | 0                                                  | 0                                                  | -                                                  | -                                                  | [ 6 ]                                              |
| 2003. Париз                                        | 1                                                  | 1                                                  | 0                                                  | 1                                                  | 0                                                  | 0                                                  | 0                                                  | 0                                                  | -                                                  | -                                                  | [ 7 ]                                              |
| 2005. Хелсинки                                     | 1                                                  | 1                                                  | 0                                                  | 1                                                  | 0                                                  | 0                                                  | 0                                                  | 0                                                  | -                                                  | -                                                  | [ 8 ]                                              |
| 2007. Осака                                        | 2                                                  | 1                                                  | 1                                                  | 2                                                  | 0                                                  | 0                                                  | 0                                                  | 0                                                  | -                                                  | -                                                  | [ 9 ]                                              |
| 2009. Берлин                                       | 1                                                  | 1                                                  | 0                                                  | 1                                                  | 0                                                  | 0                                                  | 0                                                  | 0                                                  | -                                                  | =62.                                               | [ 10 ]                                             |
| 2011. Тегу                                         | 2                                                  | 1                                                  | 1                                                  | 2                                                  | 0                                                  | 0                                                  | 0                                                  | 0                                                  | -                                                  | -                                                  | [ 11 ]                                             |
| 2013. Москва                                       | 2                                                  | 2                                                  | 0                                                  | 1                                                  | 0                                                  | 0                                                  | 0                                                  | 0                                                  | -                                                  | -                                                  | [ 12 ]                                             |
| 2015. Пекинг                                       | 3                                                  | 3                                                  | 0                                                  | 2                                                  | 0                                                  | 0                                                  | 1                                                  | 1                                                  | =32.                                               | =49.                                               | [ 13 ]                                             |
| 2017. Лондон                                       | 3                                                  | 3                                                  | 0                                                  | 2                                                  | 0                                                  | 0                                                  | 0                                                  | 0                                                  | -                                                  | -                                                  | [ 14 ]                                             |
| Укупно (13 / 16)                                   | 25                                                 | 18                                                 | 7                                                  |                                                    | 0                                                  | 0                                                  | 1                                                  | 1                                                  |                                                    |                                                    |                                                    |

## Преглед учешћа спортиста Босне и Херцеговине и освојених медаља по дисциплинама на СП на отвореном
Стање после СП 2017.
| Дисциплина   | Период | Период   | Укупно | Мушки | Жене |   |   |   |   |
| Дисциплина   | Прво   | Последње | Укупно | Мушки | Жене |   |   |   |   |
| ------------ | ------ | -------- | ------ | ----- | ---- | - | - | - | - |
| 400 м        | 1997   | 1999     | 1      | 0     | 1    | 0 | 0 | 0 | 0 |
| 800 м        | 2003   | 2017     | 2      | 2     | 0    | 0 | 0 | 1 | 1 |
| 5.000 м      | 1995   | 1995     | 1      | 0     | 1    | 0 | 0 | 0 | 0 |
| 10 км        | 1993   | 1995     | 1      | 0     | 1    | 0 | 0 | 0 | 0 |
| Маратон      | 1995   | 2011     | 3      | 2     | 1    | 0 | 0 | 0 | 0 |
| Скок увис    | 1997   | 2001     | 1      | 1     | 0    | 0 | 0 | 0 | 0 |
| Бацање кугле | 2005   | 2017     | 3      | 3     | 0    | 0 | 0 | 0 | 0 |
| Укупно (7)   |        |          | 12     | 8     | 4    | 0 | 0 | 1 | 1 |

Разлика у горње две табеле за 13 учесника (10 мушкараца и 3 жене) настала је у овој табели јер је сваки спортиста без обзира колико је пута учествовао на првенствима и у колико разних дисциплина и спортова на истом првенству, рачунат само једном.

## Национални рекорди постигнути на светским првенствима
| Дисцилина | Нови рекорд | Атлетича/ка      | Датум, Место            | Стари рекорд | Атлетича/ка | Датум, Место |  |
| --------- | ----------- | ---------------- | ----------------------- | ------------ | ----------- | ------------ |  |
|           |             |                  |                         |              |             |              |  |
| 800 м     | 1:48,10     | Јасмин Салиховић | 27. августа 2003, Париз |              |             |              |  |

## Занимљивости
- Најмлађи учесник — мушкараци: Месуд Пезер 2017. (22 год, 343 дан)
- Најмлађи учесник — жене: Дијана Којић 2011. (15 год. 7 дана)
- Најстарији учесник - мушкарци: Хамза Алић 2017. (38 год, 197 дана)
- Најстарији учесник - жене: Лусија Кимани 2011. (31 год , 218 дана)
- Највише учешћа: 7 Хамза Алић (2005, 2007, 2009, 2011, 2013, 2015, 2017)
- Прва медаља: Амел Тука (2015)
- Најмлађи освајач медаље — мушкарци: Амел Тука (24. год и 229 дана, 2015)
- Најстарији освајач медаље — мушкарци: Амел Тука ((24. год и 229 дана, 2015)
- Најмлађи освајач медаље — жене: -
- Најстарији освајач медаље — жене:-
- Прва златна медаља: -
- Највише медаља: 1 Амел Тука (2015)
- Најбољи пласман Босне и Херцеговине по биланс медаља: 32. (2015)
- Најбољи пласман Босне и Херцеговине на табела успешности): 49. (2015)